# Kyniska

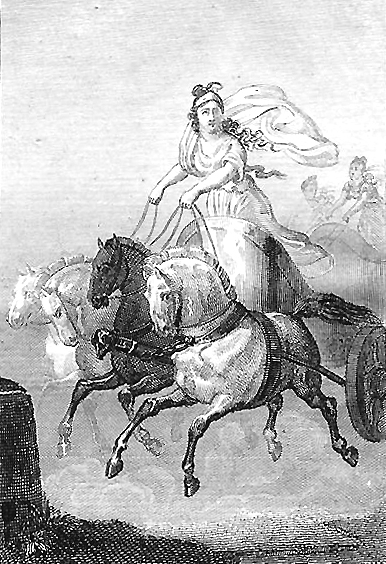
Cynisca, (von Sophie de Renneville, 1825)

Kyniska (altgriechisch Κυνίσκα) war eine gegen 442 v. Chr. geborene spartanische Königstochter und gilt als die früheste weibliche Olympiasiegerin.
Kyniska war die Tochter des spartanischen Königs Archidamos II. sowie Schwester von Agis II. und Agesilaos II. Sie war eine Liebhaberin des Pferderennsports und gewann 396 und 392 v. Chr. mit dem Viergespann. Zwar war Frauen die direkte Teilnahme bei den Spielen verboten, doch konnte sie diese Bestimmung umgehen, da sie die Besitzerin der antretenden Pferde war. Im Gegensatz zu den anderen Sportarten wurden bei hippischen Agonen nicht die Reiter, sondern die Besitzer der Tiere geehrt. Auf diese Weise wurde sie zweifache Olympiasiegerin.
Zu Ehren der Götter stiftete sie eine von Apelleas geschaffene Figurengruppe aus Bronze, die im Zeustempel von Olympia aufgestellt war und deren Basis mit Inschrift gefunden wurde.
Die Inschrift lautet:
Σπάρτας μὲν βασιλῆες ἐμοὶ
πατέρες καὶ ἀδελφοί, ἅρματι δ’ ὠκυπόδων ἵππων
νικῶσα Κυνίσκα εἰκόνα τάνδ’ ἔστασε· μόναν
δ’ ἐμέ φαμι γυναικῶν Ἑλλάδος ἐκ πάσας τόνδε λαβε̑ν στέφανον.
Spartas Könige sind mir Väter gewesen und Brüder,
doch zu Wagen ich siegte mit stürmenden Rossen,
Kyniska, stell ich das Bild hier auf, und es hat den Kranz von den Frauen
Aus ganz Hellas vor mir keine noch, rühm ich, empfahn.